# Lubinella
Lubinella is een monotypisch geslacht van spinnen uit de  familie van de wielwebkaardespinnen (Uloboridae).

## Soort
- Lubinella morobensis Opell, 1984